# Marele Premiu al Las Vegasului din 2023
Marele Premiu al Las Vegasului din 2023 (cunoscut oficial ca Formula 1 Heineken Silver Las Vegas Grand Prix 2023) a fost o cursă auto de Formula 1 ce s-a desfășurat pe 18 noiembrie 2023 pe Circuitul Las Vegas Strip din Las Vegas, Nevada, Statele Unite ale Americii. Cursa a fost cea de-a douăzeci și una etapă a Campionatului Mondial de Formula 1 al FIA din 2023. De asemenea, evenimentul a marcat revenirea Marelui Premiu al Las Vegasului în calendarul de Formula 1 după 40 de ani, ultima cursă fiind desfășurată în 1982 pe Circuitul Caesars Palace.
Charles Leclerc a ocupat pole position, iar colegul său de la Ferrari, Carlos Sainz, s-a calificat pe locul doi. Cu toate acestea, mașina lui Sainz a fost avariată în timpul primei sesiuni de antrenament, când a lovit un capac metalic de scurgere. Avariile suferite l-au forțat pe acesta să-și schimbe unele piese ale mașinii, rezultând într-o penalizare de 10 locuri pe grilă. Prin urmare, Max Verstappen a început de pe locul al doilea și, în cele din urmă, a câștigat cursa, urmat de Leclerc și Sergio Pérez, după o luptă aprigă care a cunoscut mai multe schimbări de lider. Pérez și-a asigurat locul al doilea în Campionatul Piloților, oferind lui Red Bull Racing primul lor 1–2 în Campionatul Piloților.

## Context
Evenimentul a marcat prima cursă de Formula 1 din Las Vegas de la Marele Premiu al Las Vegasului din 1982 și prima cursă din oraș de la Vegas Grand Prix Champ Car din 2007. A avut loc în jurul Las Vegas Strip, pe un circuit stradal nou-nouț. A fost al treilea și ultimul Mare Premiu din Statele Unite care a avut loc în calendarul din 2023 după Marele Premiu de la Miami și Marele Premiu al Statelor Unite, și a marcat pentru prima dată din 1982 când au avut loc trei curse în Statele Unite într-un singur sezon de Formula 1. Marele Premiu a început la ora locală 22:00 (UTC−8) sâmbătă, 18 noiembrie 2023, ceea ce a însemnat că a fost prima cursă de Mare Premiu al Campionatului Mondial de Formula 1 care a început într-o sâmbătă de la Marele Premiu al Africii de Sud din 1985.
Furnizorul de anvelope Pirelli a adus compușii de anvelope C3, C4 și C5 (denumiți dur, mediu și, respectiv, moale) pentru ca echipele să le folosească la eveniment.

## Calificări
Calificările pentru Marele Premiu au avut loc pe 18 noiembrie 2023, începând cu ora locală 00:00 (UTC-8), 10:00 EET.
| Poz.                  | Nr. | Pilot            | Constructor                  | Timpi calificări | Timpi calificări | Timpi calificări | Grila finală |
| Poz.                  | Q1  | Q2               | Q3                           |                  |                  |                  | Grila finală |
| --------------------- | --- | ---------------- | ---------------------------- | ---------------- | ---------------- | ---------------- | ------------ |
| 1                     | 16  | Charles Leclerc  | Ferrari                      | 1:33,617         | 1:32,775         | 1:32,726         | 1            |
| 2                     | 55  | Carlos Sainz Jr. | Ferrari                      | 1:33,851         | 1:33,338         | 1:32,770         | 12           |
| 3                     | 1   | Max Verstappen   | Red Bull Racing-Honda RBPT   | 1:34,190         | 1:33,572         | 1:33,104         | 2            |
| 4                     | 63  | George Russell   | Mercedes                     | 1:34,137         | 1:33,351         | 1:33,112         | 3            |
| 5                     | 10  | Pierre Gasly     | Alpine-Renault               | 1:34,272         | 1:33,494         | 1:33,239         | 4            |
| 6                     | 23  | Alexander Albon  | Williams-Mercedes            | 1:34,634         | 1:33,588         | 1:33,323         | 5            |
| 7                     | 2   | Logan Sargeant   | Williams-Mercedes            | 1:34,525         | 1:33,733         | 1:33,513         | 6            |
| 8                     | 77  | Valtteri Bottas  | Alfa Romeo-Ferrari           | 1:34,305         | 1:33,809         | 1:33,525         | 7            |
| 9                     | 20  | Kevin Magnussen  | Haas-Ferrari                 | 1:34,337         | 1:33,664         | 1:33,537         | 8            |
| 10                    | 14  | Fernando Alonso  | Aston Martin Aramco-Mercedes | 1:34,422         | 1:33,617         | 1:33,555         | 9            |
| 11                    | 44  | Lewis Hamilton   | Mercedes                     | 1:34,307         | 1:33,837         | N/A              | 10           |
| 12                    | 11  | Sergio Pérez     | Red Bull Racing-Honda RBPT   | 1:34,574         | 1:33,855         | N/A              | 11           |
| 13                    | 27  | Nico Hülkenberg  | Haas-Ferrari                 | 1:34,265         | 1:33,979         | N/A              | 13           |
| 14                    | 18  | Lance Stroll     | Aston Martin Aramco-Mercedes | 1:34,504         | 1:34,199         | N/A              | 19           |
| 15                    | 3   | Daniel Ricciardo | AlphaTauri-Honda RBPT        | 1:34,683         | 1:34,308         | N/A              | 14           |
| 16                    | 4   | Lando Norris     | McLaren-Mercedes             | 1:34,703         | N/A              | N/A              | 15           |
| 17                    | 31  | Esteban Ocon     | Alpine-Renault               | 1:34,834         | N/A              | N/A              | 16           |
| 18                    | 24  | Zhou Guanyu      | Alfa Romeo-Ferrari           | 1:34,849         | N/A              | N/A              | 17           |
| 19                    | 81  | Oscar Piastri    | McLaren-Mercedes             | 1:34,850         | N/A              | N/A              | 18           |
| 20                    | 22  | Yuki Tsunoda     | AlphaTauri-Honda RBPT        | 1:36,447         | N/A              | N/A              | 20           |
| Regula 107%: 1:40,170 |     |                  |                              |                  |                  |                  |              |
| Sursa:                |     |                  |                              |                  |                  |                  |              |

Note
- ^1 – Carlos Sainz Jr. a primit o penalizare de zece locuri pe grilă pentru utilizarea unui noi depozit de energie.[9]
- ^2 – Lance Stroll a primit o penalizare de cinci locuri pe grilă pentru efectuarea unei depășiri sub steagurile galbene în a treia sesiune de antrenamente.[10]

## Cursă
Cursa a avut loc tot pe 18 noiembrie 2023 începând cu ora locală 22:00 (UTC-8), 19 noiembrie ora 08:00 EET, având distanța de 50 de tururi.
| Poz.                                                                      | Nr. | Pilot            | Constructor                  | Tururi | Timp/Retras     | Grilă | Puncte |
| ------------------------------------------------------------------------- | --- | ---------------- | ---------------------------- | ------ | --------------- | ----- | ------ |
| 1                                                                         | 1   | Max Verstappen   | Red Bull Racing-Honda RBPT   | 50     | 1:29:08,289     | 2     | 25     |
| 2                                                                         | 16  | Charles Leclerc  | Ferrari                      | 50     | +2,070          | 1     | 18     |
| 3                                                                         | 11  | Sergio Pérez     | Red Bull Racing-Honda RBPT   | 50     | +2,241          | 11    | 15     |
| 4                                                                         | 31  | Esteban Ocon     | Alpine-Renault               | 50     | +18,665         | 16    | 12     |
| 5                                                                         | 18  | Lance Stroll     | Aston Martin Aramco-Mercedes | 50     | +20,067         | 19    | 10     |
| 6                                                                         | 55  | Carlos Sainz Jr. | Ferrari                      | 50     | +20,834         | 12    | 8      |
| 7                                                                         | 44  | Lewis Hamilton   | Mercedes                     | 50     | +21,755         | 10    | 6      |
| 8                                                                         | 63  | George Russell   | Mercedes                     | 50     | +23,091         | 3     | 4      |
| 9                                                                         | 14  | Fernando Alonso  | Aston Martin Aramco-Mercedes | 50     | +25,964         | 9     | 2      |
| 10                                                                        | 81  | Oscar Piastri    | McLaren-Mercedes             | 50     | +29,496         | 18    | 2      |
| 11                                                                        | 10  | Pierre Gasly     | Alpine-Renault               | 50     | +34,270         | 4     |        |
| 12                                                                        | 23  | Alexander Albon  | Williams-Mercedes            | 50     | +43,398         | 5     |        |
| 13                                                                        | 20  | Kevin Magnussen  | Haas-Ferrari                 | 50     | +44,825         | 8     |        |
| 14                                                                        | 3   | Daniel Ricciardo | AlphaTauri-Honda RBPT        | 50     | +48,525         | 14    |        |
| 15                                                                        | 24  | Zhou Guanyu      | Alfa Romeo-Ferrari           | 50     | +50,162         | 17    |        |
| 16                                                                        | 2   | Logan Sargeant   | Williams-Mercedes            | 50     | +50,882         | 6     |        |
| 17                                                                        | 77  | Valtteri Bottas  | Alfa Romeo-Ferrari           | 50     | +1:25,350       | 7     |        |
| 18                                                                        | 22  | Yuki Tsunoda     | AlphaTauri-Honda RBPT        | 46     | Cutia de viteze | 20    |        |
| 19                                                                        | 27  | Nico Hülkenberg  | Haas-Ferrari                 | 45     | Motor           | 13    |        |
| Ab                                                                        | 4   | Lando Norris     | McLaren-Mercedes             | 2      | Accident        | 15    |        |
| Cel mai rapid tur: Oscar Piastri (McLaren-Mercedes) – 1:35,490 (turul 47) |     |                  |                              |        |                 |       |        |
| Sursa:                                                                    |     |                  |                              |        |                 |       |        |

Note
- ^1 – George Russell a terminat pe locul patru, dar a primit o penalizare de cinci secunde pentru că a provocat o coliziune cu Max Verstappen.[12][15]
- ^2 – Include un punct pentru cel mai rapid tur.[13]
- ^3 – Yuki Tsunoda și Nico Hülkenberg au fost clasificați deoarece au parcurs mai mult de 90% din distanța cursei.[12]

## Clasamentele campionatelor după cursă
|        | Poz. | Pilot            | Pct. |
| ------ | ---- | ---------------- | ---- |
|        | 1    | Max Verstappen*  | 549  |
|        | 2    | Sergio Pérez     | 273  |
|        | 3    | Lewis Hamilton   | 232  |
| 2      | 4    | Carlos Sainz Jr. | 200  |
| 1      | 5    | Fernando Alonso  | 200  |
| Sursa: |      |                  |      |

|        | Poz. | Constructor                  | Pct. |
| ------ | ---- | ---------------------------- | ---- |
|        | 1    | Red Bull Racing-Honda RBPT*  | 822  |
|        | 2    | Mercedes                     | 392  |
|        | 3    | Ferrari                      | 388  |
|        | 4    | McLaren-Mercedes             | 284  |
|        | 5    | Aston Martin Aramco-Mercedes | 273  |
| Sursa: |      |                              |      |

- Notă: Doar primele cinci locuri sunt prezentate în ambele clasamente.
- Concurenții îngroșați și marcați cu un asterisc sunt campionii mondiali din 2023.